# Communauté de communes Sarrebourg Moselle Sud (vor 2017)
Die Communauté de communes de Sarrebourg Moselle Sud (vor 2017) ist ein ehemaliger französischer Gemeindeverband mit der Rechtsform einer Communauté de communes im Département Moselle in der Region Grand Est. Sie wurde am 1. Januar 2014 gegründet und umfasste 28 Gemeinden. Der Verwaltungssitz befand sich im Ort Sarrebourg.

## Historische Entwicklung
Der Gemeindeverband entstand mit Wirkung vom 1. Januar 2014 durch Fusion der Vorgängerorganisationen
- Communauté de communes de l’Agglomération de Sarrebourg und der
- Communauté de communes du Pays de Fénétrange

Mit Wirkung vom 1. Januar 2017 fusionierte der Gemeindeverband mit
- Communauté de communes de la Vallée de la Bièvre,
- Communauté de communes des Deux Sarres,
- Communauté de communes du Pays des Étangs sowie
- Communauté de communes de l’Étang du Stock

und bildete so die Nachfolgeorganisation Communauté de communes Sarrebourg Moselle Sud. Trotz der Namensgleichheit handelt es sich um eine Neugründung mit anderer Rechtspersönlichkeit.

## Ehemalige Mitgliedsgemeinden
1. Bébing
2. Belles-Forêts
3. Berthelming
4. Bettborn
5. Bickenholtz
6. Buhl-Lorraine
7. Desseling
8. Dolving
9. Fénétrange
10. Fleisheim
11. Gosselming
12. Haut-Clocher
13. Hellering-lès-Fénétrange
14. Hilbesheim
15. Hommarting
16. Imling
17. Mittersheim
18. Niederstinzel
19. Oberstinzel
20. Postroff
21. Réding
22. Romelfing
23. Saint-Jean-de-Bassel
24. Sarraltroff
25. Sarrebourg
26. Schalbach
27. Veckersviller
28. Vieux-Lixheim